# Dániel Ligeti
Dániel Ligeti (Szombathely, 31 de julio de 1989) es un deportista húngaro que compite en lucha libre.
Ganó cinco medallas en el Campeonato Europeo de Lucha entre los años 2011 y 2023.
Participó en dos Juegos Olímpicos de Verano, ocupando el décimo lugar en Londres 2012 y el séptimo en Río de Janeiro 2016, en la categoría de 125 kg.

## Palmarés internacional
| Campeonato Europeo | Campeonato Europeo  | Campeonato Europeo | Campeonato Europeo |
| Año                | Lugar               | Medalla            | Categoría          |
| ------------------ | ------------------- | ------------------ | ------------------ |
| 2011               | Dortmund (Alemania) | Medalla de bronce  | 120 kg             |
| 2012               | Belgrado (Serbia)   | Medalla de plata   | 120 kg             |
| 2014               | Vantaa (Finlandia)  | Medalla de bronce  | 125 kg             |
| 2022               | Budapest (Hungría)  | Medalla de bronce  | 125 kg             |
| 2023               | Zagreb (Croacia)    | Medalla de bronce  | 125 kg             |